# Live! (canal de televisão)
Live! foi um canal de televisão musical italiano produzido pela Giglio Group spa, editora que também produziu o Music Box Italia.

## História
Em 8 de abril de 2009, o Giglio Group spa, iniciou as transmissões do canal exclusivamente na plataforma paga de satélite Sky Italia.
O canal transmitia a programação baseada em concertos musicais de rock, pop, R&B, hip hop e eletrônica, mas também black, chill out, jazz, acid jazz e outros eventos relacionados à música como o BRIT Awards. Desde o verão de 2010 passou a transmitir mais eventos e concertos em formato widescreen 16:9 e áudio Dolby Digital.
O canal deixou de transmitir em 1º de abril de 2012, sendo substituído pelo GXT.